# فرمنتک
فرمنتک (انگلیسی: Fermentek) شرکت داروسازی اسرائیلی است، که در سال ۱۹۹۵ تأسیس شد.